# Barathea
Barathea (1990-2009) est un cheval de course pur-sang anglais, élu cheval de l'année en Europe en 1994.

## Carrière de courses
Poulain de grande origine, Barathea est âgé de six mois quand son éleveur Gerald W. Leigh cède 75 % de sa propriété à Cheikh Mohammed bin Rachid Al Maktoum. C'est donc sous les couleurs de ce dernier qu'il débute à 2 ans par une victoire dans un maiden à Newmarket. Une victoire bonifiée deux semaines plus tard, ce qui fait de lui un prospect classique. De retour à 3 ans, le poulain s'aligne au départ des Craven Stakes, une importante préparatoire aux classiques sur le mile mais, objet de tous les regards, il ne peut faire mieux que quatrième. Mais il est en pleine progression et, ne disposant a priori que d'une seconde chance dans les 2000 Guineas, il règle le peloton pour s'offrir le premier accessit loin derrière le champion Zafonic, intouchable et qui s'offre le record de l'épreuve, vieux de 35 ans. Barathea, lui, confirme son nouveau statut classique dans Irish 2000 Guineas, où il s'impose à l'arraché. Logiquement, Barathea est envoyé vers le Derby d'Epsom dont la distance ne devrait pas faire peur à ce fils de Sadler's Wells. Mais, caprices de la génétique, il ne tient pas les 2 400 mètres d'Epsom Downs et  sauvegarde au courage une cinquième place. Même les 2 000 mètres sont trop longs ! Il est battu dans les Eclipse Stakes. Dès lors, Barathea revient naturellement sur le mile, mais semble avoir moins d'influx qu'au printemps : battu dans le Prix du Moulin de Longchamp de Kingmambo, deuxième de Bigstone dans les Queen Elizabeth II Stakes, il achève sa saison par une quatrième place dans la Breeders' Cup Mile du champion américain Lure.
Resté à l'entraînement à 4 ans, Barathea renoue enfin avec le succès pour sa rentrée dans les Queen Anne Stakes. Preuve de sa vitesse, il tente sa chance sur le sprint dans la July Cup et s'y comporte honorablement, échouant au pied du podium. Mais le partenaire de Michael Kinane, son nouveau jockey, se sent plus à son aise sur le mile. Sans toutefois être en mesure de s'imposer : deuxième des Sussex Stakes et des Queen Elizabeth II Stakes, il est aussi largement battu dans le Prix Jacques Le Marois d'East of The Moon. Comme l'année précédente, il va terminer sa saison, et sa carrière, de l'autre côté de l'Atlantique, dans une Breeders' Cup Mile qui ressemble à un duel entre Lure et East of The Moon. Mais, surprise, les deux favoris sombrent et c'est Barathea qui en profite, s'en allant quérir un succès de prestige. Et puis voici le grand mystère d'une carrière honorable, qui l'aura vu en cette saison 1994, briller deux fois mais être battu plus souvent qu'à son tour : Barathea, avec un groupe 2 et un groupe 1 américain dans la besace, et quatre défaite entre les deux, est élu cheval d'âge de l'année en Europe, et même cheval de l'année tout court. Il faut dire que l'année est creuse, manque de leaders, et que la génération classique (après la disparition de Zafonic, qui a mis un terme à sa carrière prématurément) est moyenne même si le 3 ans français Carnegie s'est offert le Prix de l'Arc de Triomphe. Alors il fallait bien trouver un lauréat...

### Résumé de carrière
| Date         | Hippodrome      | Pays        | Course                      | Statut      | Distance    | Jockey          | Place       | Écart       | Vainqueur ou deuxième |
| 1992, 2 ans  | 1992, 2 ans     | 1992, 2 ans | 1992, 2 ans                 | 1992, 2 ans | 1992, 2 ans | 1992, 2 ans     | 1992, 2 ans | 1992, 2 ans | 1992, 2 ans           |
| ------------ | --------------- | ----------- | --------------------------- | ----------- | ----------- | --------------- | ----------- | ----------- | --------------------- |
| 1er octobre  | Newmarket       | Royaume-Uni | Maiden                      | Class D     | 1 400 m     | Frankie Dettori | 1er / 12    | 1 ½         | Gabrl                 |
| 17 octobre   | Newmarket       | Royaume-Uni | Houghton Stakes             | Class B     | 1 400 m     | Frankie Dettori | 1er / 10    | encolure    | Storm Canyon          |
| 1993, 3 ans  |                 |             |                             |             |             |                 |             |             |                       |
| 15 avril     | Newmarket       | Royaume-Uni | Craven Stakes               | Gr. 3       | 1 600 m     | Michael Roberts | 4e / 9      | 3/4         | Emperor Jones         |
| 1er mai      | Newmarket       | Royaume-Uni | 2000 Guineas                | Gr. 1       | 1 600 m     | Michael Roberts | 2e / 14     | 3 ½         | Zafonic               |
| 15 mai       | Curragh         | Irlande     | Irish 2000 Guineas          | Gr. 1       | 1 600 m     | Michael Roberts | 1er / 11    | tête        | Fatherland            |
| 2 juin       | Epsom           | Royaume-Uni | Derby                       | Gr. 1       | 2 400 m     | Michael Roberts | 5e / 16     | 9           | Commander in Chief    |
| 3 juillet    | Sandown         | Royaume-Uni | Eclipse Stakes              | Gr. 1       | 2 000 m     | Michael Roberts | 5e / 8      | 4 ¾         | Opera House           |
| 5 septembre  | Longchamp       | France      | Prix du Moulin de Longchamp | Gr. 1       | 1 600 m     | Pat Eddery      | 4e / 11     | 1 ½         | Kingmambo             |
| 25 septembre | Ascot           | Royaume-Uni | Queen Elizabeth II Stakes   | Gr. 1       | 1 600 m     | Michael Roberts | 2e / 9      | 1 ½         | Bigstone              |
| 6 novembre   | Santa Anita     | États-Unis  | Breeders' Cup Mile          | Gr. 1       | 1 600 m     | Gary Stevens    | 5e / 13     | 4           | Lure                  |
| 1994, 4 ans  |                 |             |                             |             |             |                 |             |             |                       |
| 14 juin      | Ascot           | Royaume-Uni | Queen Anne Stakes           | Gr. 2       | 1 600 m     | Michael Kinane  | 1er / 10    | encolure    | Emperor Jones         |
| 7 juillet    | Newmarket       | Royaume-Uni | July Cup                    | Gr. 1       | 1 200 m     | Michael Kinane  | 4e / 9      | 1           | Owington              |
| 27 juillet   | Goodwood        | Royaume-Uni | Sussex Stakes               | Gr. 1       | 1 600 m     | Michael Kinane  | 2e / 9      | 1/2         | Distant View          |
| 14 août      | Deauville       | France      | Prix Jacques Le Marois      | Gr. 1       | 1 600 m     | Michael Kinane  | 6e / 9      | 8 ¾         | East of The Moon      |
| 24 septembre | Ascot           | Royaume-Uni | Queen Elizabeth II Stakes   | Gr. 1       | 1 600 m     | Michael Kinane  | 2e / 9      | 1 ¼         | Maroof                |
| 5 novembre   | Churchill Downs | États-Unis  | Breeders' Cup Mile          | Gr. 1       | 1 600 m     | Frankie Dettori | 1er / 14    | 3           | Johann Quatz          |

## Au haras
À défaut d'un champion digne de ce nom, les Cartier Racing Awards auront au moins sacré un honorable étalon. Barathea en effet brilla dans cet exercice depuis son haras de Rathbarry Stud, en Irlande, sans que son prix de saillie n'atteigne les sommets (25 000 guinées irlandaises à son maximum, 25 000 € ensuite). Il est ainsi l'auteur des lauréats de groupe 1, Tobougg (Prix de la Salamandre, Dewhurst Stakes, 2 ans européen de l'année en 2000), Tante Rose (Haydock Sprint Cup) et Magical Romance (Cheveley Park Stakes), et ses filles ont notamment donné Emily Upjohn (par Sea The Stars), lauréate des British Champions Fillies' and Mares' Stakes et de la Coronation Cup) et Monterosso (par Dubawi), vainqueur de la Dubaï World Cup. 
Souffrant de fourbure, Barathea meurt en 2009, il est inhumé dans son haras.

## Origines
Barathea est un fils de l'illustre Sadlers' Wells, le meilleur continuateur de Northern Dancer, et pilier de l'élevage européen.
La mère, Brocade, fut une excellente mileuse, dotée de beaucoup de vitesse, puisqu'elle s'adjugea le Prix de la Forêt Gr.1 en 1985, mais les Challenge Stakes (Gr.3), prenant également le premier accessit du Prix Quincey. Elle s'est avérée une poulinière déterminante, donnant notamment : 
- 1987 : Free At Last (Shirley Heights) : Countess Fager Handicap (Gr.3), 3e Matriarch Stakes (Gr.1), Santa Anita Handicap (Gr.1), 4e 1000 Guineas.
- 1988 : Zabar (Dancing Brave) : Prix Perth (Gr.3), Prix du Chemin de Fer du Nord (Gr.3), Ottingen-Rennen (Gr.3), 2e Berlin Brandenburg-Trophy (Gr.2), 3e Prix Messidor (Gr.3).
- 1990 : Barathea
- 1994 : Bombazine (Generous), mère de : 
  - Armure (Dalakhani) : Prix de Pomone.
- 1997 : Zibilene (Rainbow Quest), mère de :
  - Mathematician (Machiavellian) : 2e Prix de la Jonchère (Gr.3), 3e Prix du Rond-Point.
- 1999 : Gossamer (Sadler's Wells) : Fillies' Mile, Irish 1000 Guineas, Prestige Stakes (Gr.3), 3e Prix du Moulin de Longchamp. Mère de : 
  - Ibn Khaldun (Dubaï Destination) : Racing Post Trophy, Autumn Stakes (Gr.3).
  - Veil of Silence (Elusive Quality), mère de : 
    - Mischief Magic (Exceed and Excel) : Breeders' Cup Juvenile Turf Sprint, Sirenia Stakes (Gr.3)
    - Sound and Silence (Exceed and Excel) : Prix Eclipse (Gr.3).

### Pedigree
| Origines de Barathea (IRE), mâle bai né en 1990 | Origines de Barathea (IRE), mâle bai né en 1990 | Origines de Barathea (IRE), mâle bai né en 1990 | Origines de Barathea (IRE), mâle bai né en 1990 |
| ----------------------------------------------- | ----------------------------------------------- | ----------------------------------------------- | ----------------------------------------------- |
| Père Sadler's Wells                             | Northern Dancer                                 | Nearctic                                        | Nearco                                          |
| Père Sadler's Wells                             | Northern Dancer                                 | Nearctic                                        | Lady Angela                                     |
| Père Sadler's Wells                             | Northern Dancer                                 | Natalma                                         | Native Dancer                                   |
| Père Sadler's Wells                             | Northern Dancer                                 | Natalma                                         | Almahmoud                                       |
| Père Sadler's Wells                             | Fairy Bridge                                    | Bold Reason                                     | Hail To Reason                                  |
| Père Sadler's Wells                             | Fairy Bridge                                    | Bold Reason                                     | Lalun                                           |
| Père Sadler's Wells                             | Fairy Bridge                                    | Special                                         | Forli                                           |
| Père Sadler's Wells                             | Fairy Bridge                                    | Special                                         | Thong                                           |
| Mère Brocade                                    | Habitat                                         | Sir Gaylord                                     | Turn-to                                         |
| Mère Brocade                                    | Habitat                                         | Sir Gaylord                                     | Somethingroyal                                  |
| Mère Brocade                                    | Habitat                                         | Little Hut                                      | Occupy                                          |
| Mère Brocade                                    | Habitat                                         | Little Hut                                      | Savage Beauty                                   |
| Mère Brocade                                    | Canton Silk                                     | Runnymede                                       | Petition                                        |
| Mère Brocade                                    | Canton Silk                                     | Runnymede                                       | Dutch Clover                                    |
| Mère Brocade                                    | Canton Silk                                     | Clouded Lamp                                    | Nimbus                                          |
| Mère Brocade                                    | Canton Silk                                     | Clouded Lamp                                    | Kepwick (famille 14-a)                          |